# Kommission für Geschichte und Kultur der Deutschen in Südosteuropa
Die Kommission für Geschichte und Kultur der Deutschen in Südosteuropa (ehemals Südostdeutsche Historische Kommission) ist ein Zusammenschluss von Wissenschaftlern aus Deutschland und Österreich zur Erforschung der Geschichte und Kultur der Deutschen im Südosten Europas.
Sie ist eine von sieben Historischen Kommissionen die korporative Mitglieder des Herder-Instituts sind.

## Geschichte
Die Kommission wurde 1957 von dem ehemaligen Nationalsozialisten Fritz Valjavec, Einsatzgruppe D der Sicherheitspolizei und des SD,  gegründet und ist in Tübingen im Institut für donauschwäbische Geschichte und Landeskunde beheimatet. Valjavec war dann Mitglied des Präsidiums.
Laut Vereinssatzung ist die Anzahl der Mitglieder auf 70 begrenzt. Die Aufnahme erfolgt auf Vorschlag des Vorstandes und darauf erfolgende Wahl durch die jährlich stattfindende Mitgliederversammlung. Von der Kommission werden in loser Erscheinungsweise zwei Publikationen veröffentlicht.
Die Kommission ist im Buch „Die Arbeit des Forschungsverbundes Ostmitteleuropa in den Jahren 1990-1996“ und in verschiedenen Berichten der Bundesregierung zur Arbeit nach § 96 BVFG als eine von sieben Historischen Kommissionen aufgeführt.

## Bekannte Mitglieder
- Johannes Künzig (1897–1982), Volkskundler
- Balduin Saria (1893–1974), Althistoriker
- Harold Steinacker (1875–1965), Historiker